# Chisa Ōbayashi
Chisa Ōbayashi (jap. 大林 千沙, Ōbayashi Chisa; * 27. Dezember 1984) ist eine ehemalige japanische Skilangläuferin.

## Werdegang
Ōbayashi startete von 2001 bis 2017 vorwiegend im Continental-Cup. Dabei holte sie im Far East Cup zehn Siege und gewann in der Saison 2008/09 die Gesamtwertung. 2007/08, 2012/13, 2013/14 und 2015/16 erreichte sie jeweils den zweiten Rang in der Gesamtwertung. Im Australia/New-Zealand-Cup gewann sie 2013 die Gesamtwertung.
Bei den Juniorenweltmeisterschaften 2002 in Schonach im Schwarzwald wurde sie 31. im Massenstartrennen über 15 Kilometer, 41. im Freistilrennen über fünf Kilometer und 65. im Sprint. Zwei Jahre später nahm sie im norwegischen Stryn erneut an den Juniorenweltmeisterschaften teil und wurde 24. im Freistilrennen über fünf Kilometer, 25. im Massenstartrennen über 15 Kilometer, 62. im Sprint und Neunte mit der japanischen Langlaufstaffel. Ihr erstes von bisher 17 Weltcuprennen lief sie im Dezember 2004 in Ramsau am Dachstein und belegte dabei den 48. Platz im 15-km-Massenstartrennen. Bei den nordischen Skiweltmeisterschaften 2005 in Oberstdorf kam sie auf den 52. Platz über 10 km Freistil, auf den 48. Rang im 30-km-Massenstartrennen und auf den 47. Platz im 15-km-Skiathlon. Ihr bestes Einzelergebnis im Weltcup erreichte im Januar 2005 in Pragelato und im März 2006 in Sapporo jeweils mit dem 37. Platz im Skiathlon. Bei Skimarathon-Rennen belegte sie im August 2013 beim Kangaroo Hoppet den dritten Platz und gewann im August 2015 den Merino Muster. Im Februar 2017 holte sie in Pyeongchang mit dem 18. Platz im Skiathlon ihre einzigen Weltcuppunkte und gewann bei den Winter-Asienspielen 2017 in Sapporo die Goldmedaille mit der Staffel.

## Erfolge

### Siege bei Continental-Cup-Rennen
| Nr. | Datum             | Ort         | Disziplin       | Serie                     |
| --- | ----------------- | ----------- | --------------- | ------------------------- |
| 1.  | 26. Dezember 2004 | Otoineppu   | 5 km klassisch  | Far East Cup              |
| 2.  | 26. Dezember 2005 | Otoineppu   | 5 km klassisch  | Far East Cup              |
| 3.  | 27. Dezember 2005 | Otoineppu   | 5 km Freistil   | Far East Cup              |
| 4.  | 8. Januar 2006    | Sapporo     | 5 km klassisch  | Far East Cup              |
| 5.  | 7. Januar 2009    | Sapporo     | 5 km klassisch  | Far East Cup              |
| 6.  | 2. Februar 2009   | Pyeongchang | 5 km klassisch  | Far East Cup              |
| 7.  | 7. Januar 2011    | Sapporo     | 5 km Freistil   | Far East Cup              |
| 8.  | 21. Dezember 2012 | Pyeongchang | 10 km Freistil  | Far East Cup              |
| 9.  | 8. Januar 2014    | Sapporo     | 5 km Freistil   | Far East Cup              |
| 10. | 16. Dezember 2015 | Pyeongchang | 5 km klassisch  | Far East Cup              |
| 11. | 21. August 2016   | Falls Creek | 10 km klassisch | Australia/New-Zealand-Cup |

### Siege bei Skimarathon-Rennen
- 2015 Merino Muster, 42 km Freistil

### Far-East-Cup-Gesamtplatzierungen
| Saison  | Punkte | Platz |
| ------- | ------ | ----- |
| 2006/07 | 143    | 7.    |
| 2007/08 | 210    | 2.    |
| 2008/09 | 345    | 1.    |
| 2009/10 | 216    | 3.    |
| 2010/11 | 246    | 5.    |
| 2011/12 | 290    | 4.    |
| 2012/13 | 375    | 2.    |
| 2013/14 | 410    | 2.    |
| 2014/15 | 209    | 10.   |
| 2015/16 | 480    | 2.    |
| 2016/17 | 370    | 4.    |